# 北海道道959号シラルトロ湖線
北海道道959号シラルトロ湖線（ほっかいどうどう959ごう シラルトロこせん）は、北海道川上郡標茶町内を結ぶ一般道道である。

## 概要

### 路線データ
- 起点：北海道川上郡標茶町シラルトロエトロ（シラルトロ湖）
- 終点：北海道川上郡標茶町シラルトロエトロ（国道391号交点）
- 総距離：2.5 km

## 歴史
- 1978年（昭和53年）5月6日 - 路線認定[1]。

## 地理

### 通過する自治体
- 釧路総合振興局
  - 川上郡標茶町

### 主な接続道路
標茶町
- 国道391号 - シラルトロエトロ（終点）

### 沿線にある施設など
標茶町
- JR北海道 釧網本線 茅沼駅
- 茅沼温泉